# فرودگاه بین‌المللی لا تنتوتا
فرودگاه بین‌المللی لا تنتوتا (به انگلیسی: La Tontouta International Airport) (به زبان بومی: Aéroport de Nouméa - La Tontouta) یک فرودگاه همگانی با کد یاتا NOU است که یک باند فرود آسفالت دارد و طول باند آن ۳۲۵۰ متر است. این فرودگاه در کشور کالدونیای جدید قرار دارد و در ارتفاع ۱۶ متری از سطح دریا واقع شده است.

## شرکت‌های هواپیمایی و مقصدهای پروازی
| شرکت‌های هواپیمایی | مقصدهای پروازی |
| ----------------- | --- |
| ایر نیوزیلند      | فرودگاه اوکلند |
| ایر وانوتو        | فرودگاه بین‌المللی باورفیلد |
| ایرکالین          | فرودگاه اوکلند، فرودگاه بریزبن، فرودگاه ملبورن، فرودگاه بین‌المللی نادی، فرودگاه بین‌المللی کانزای، فرودگاه بین‌المللی فاآ، فرودگاه بین‌المللی باورفیلد، فرودگاه سیدنی، فرودگاه بین‌المللی ناریتا، فرودگاه ایئیفو |
| کانتاس            | فرودگاه بریزبن، فرودگاه سیدنی |

### مسافری
| شرکت‌های هواپیمایی | مقصدهای پروازی                                                             |
| ----------------- | -------------------------------------------------------------------------- |
| ایر نیوزیلند      | اوکلند                                                                     |
| ایر وانواتو       | سانتوپکا، باورفیلد                                                         |
| ایرکالین          | اوکلند، بریزبن، ملبورن، نادی، کانزای، فاآ، باورفیلد، سیدنی، ناریتا، ایئیفو |
| کانتاس            | بریزبن، سیدنی                                                              |

### باری
| شرکت‌های هواپیمایی | مقصدهای پروازی |
| ----------------- | -------------- |
| دی‌اچ‌ال اوییشن     | اوکلند         |